# Brachypsyche rara
Brachypsyche rara är en nattsländeart som först beskrevs av Martynov 1914.  Brachypsyche rara ingår i släktet Brachypsyche och familjen husmasknattsländor. Inga underarter finns listade i Catalogue of Life.